# Megaphorus lascrucensis
Megaphorus lascrucensis är en tvåvingeart som först beskrevs av Cole 1964.  Megaphorus lascrucensis ingår i släktet Megaphorus och familjen rovflugor. Inga underarter finns listade i Catalogue of Life.